# 上日置站
上日置站（日语：／ Kami-Hioki eki */?)曾經是鹿兒島交通枕崎線上的一個車站，曾經位於鹿兒島縣日置郡日吉町大字日置（現在的日置市日吉町日置）。現已廢棄。
這是一個之字形車站，但似乎在線路被廢除之前就停止了之字形的使用。 車站周圍沒有明顯的人口中心，乘客人數也很少，由於需要在車站換乘，無人操作所以相對較慢。

## 歷史
- 1916年7月25日：日置郡日置村大字日置設置毘沙門站（びしゃもんえき）[1]。
- 1934年6月1日：更名為上日置站[1]。
- 1945年3月18日：美國空襲日置村[2]。在上學通勤時間，一列停靠在車站內的火車上被美軍戰機掃射，造成2名學生及列車內的售票員、共3人死亡和多人受傷。駕駛員被子彈擊中腿部受重傷，負傷將列車從上日置站疏散到大田隧道[3]。
- 1971年4月1日：改為無人車站[4]。同時，停止使用折返式路軌。
- 1984年3月17日：隨著線路的廢止而廢站[4]。

## 車站結構
這是一個從日置站一側到伊集院站一側的途中的車站，月台使用兩個側式月台。 然而，面向北側月臺的線路有一個之字形結構，只能從伊集院一側進入。 因此，使用這個平臺的列車在上行時會經過一次車站，然後返回並進入線路。

## 鄰近車站
鹿兒島交通（南薩鐵道）
枕崎線
伊集院車站 - 上日置車站 - 日置站